# Castelnavia princeps
Castelnavia princeps é um gênero de plantas com flores. Foi descrito pela primeira vez por Louis René Tulasne e Hugh Algernon Weddell. Pertence ao gênero Castelnaviae à família Podostemaceae. A IUCN classifica a espécie como de menor preocupação.
É encontrada nas regiões sul, norte, centro-oeste e sudeste do Brasil, nos estados do Rio Grande do Sul, do Pará, do Mato Grosso, de Goiás e de Minas Gerais.